# M-tp M-TP
m-tp M-TP là album tuyển tập đầu tay của ca sĩ kiêm sáng tác nhạc người Việt Nam Sơn Tùng M-TP, được phát hành ngày 1 tháng 4 năm 2017 bởi M-TP Entertainment. Album đánh dấu chặng đường 5 năm đi hát của anh (2012–2017), sự trưởng thành ban đầu từ nghệ danh m-tp cho đến việc trở thành một nghệ sĩ có tên tuổi lớn hơn M-TP. Đây là một trong số ít những album tại Việt Nam có nhiều ca khúc thành công và được chính ca sĩ thể hiện sáng tác, sản xuất lẫn lên ý tưởng. Một số các ca khúc trong album được anh phối lại.
Để quảng bá cho album, Sơn Tùng M-TP đã phát hành 3 đĩa đơn chính là "Lạc trôi", "Nơi này có anh" và "Remember Me (SlimV Mix)". Còn lại, trong danh sách bài hát hầu hết là các bài hát cũ trước đó đã phát hành nhưng được phối lại theo phiên bản mới và được chọn làm đĩa đơn quảng bá. Những bản phối mới này chỉ có thể được nghe trên USB bracelet của album, hoặc các nền tảng nghe nhạc như Spotify và Apple Music.
Mặc dù album không được đề cử ở hạng mục Album của năm của Giải thưởng Âm nhạc Cống hiến năm 2017. Nhưng album đã được đề cử tại hạng mục Album âm nhạc được yêu thích nhất tại We Choice Awards 2017 và giành giải Album xuất sắc nhất tại SBS PopAsia 2017. Ngoài ra, album này cũng giúp anh nhận được giải "Nghệ sĩ xuất sắc nhất" của giải thưởng này. m-tp M-TP hiện đang giữ kỷ lục là album Việt Nam có tổng lượt phát nhiều nhất trên Spotify, với tất cả các bài hát đều vượt qua 1 triệu lượt phát.

## Bối cảnh
Cuối năm 2016, Sơn Tùng M-TP đã kết thúc hợp đồng 2 năm với hãng thu âm WePro Entertainment và thành lập hãng đĩa M-TP Entertainment của riêng mình Vào ngày 19 tháng 3 năm 2017, Tùng công bố phát hành album phòng thu đầu tiên có tựa đề m-tp M-TP Album được thực hiện trên ổ USB flash thay cho đĩa compact như truyền thống.
Sơn Tùng M-TP giải thích tên album thể hiện quá trình phát triển con đường ca hát của anh:
Ở poster CD, chữ m-tp đầu tiên có nền màu tối là Sơn Tùng thuở mới vào nghề với nhiều sóng gió. Nhờ vậy, tôi đã trưởng thành, mạnh mẽ hơn. Đó là lý do có chữ M-TP sáng bóng dần. Bầu trời phía sau tên album tượng trưng cho Sky (tên fan club của ca sĩ) - những người đã đồng hành và góp phần tạo nên thành công của tôi ngày hôm nay.

## Sáng tác
m-tp M-TP bao gồm 18 bài hát, được sắp xếp theo thứ tự thời gian theo ngày phát hành đĩa đơn đầu tiên từ tháng 11 năm 2011 đến tháng 2 năm 2017. Sáu bài hát đã được thay thế bằng một bản phối điện tử mới, nhưng bốn bài trong số đó đã bị cáo buộc đạo nhạc, bao gồm: "Em của ngày hôm qua" với "Every Night" của EXID, "Anh sai rồi" với "Salanghagi Jeon-eneun" của Park Wan Kyu, "Nắng ấm xa dần" với "Monologue" của As One và "Cơn mưa ngang qua" với "Sarangi Mareul Deutjianha" của Namolla Family. Sơn Tùng M-TP đã xác nhận thường theo dõi các bài hát ngẫu nhiên trên Internet khi vẫn là một nghệ sĩ tay ngang. "Chắc ai đó sẽ về" bị buộc tội đạo nhạc đĩa đơn "Because I Miss You" của Jung Yong-hwa. Tuy đại diện của Jung tại Hàn Quốc đã bác bỏ cáo buộc này nhưng Bộ Văn hóa, Thể thao và Du lịch Việt Nam vẫn kết luận rằng bài hát của Sơn Tùng M-TP đã bị "ảnh hưởng" bởi giai điệu, tạm thời cấm phát hành cho đến khi một bản phối mới cho ca khúc này được thực hiện. Phiên bản cuối cùng được phối bởi nhà sản xuất Hà Nguyễn đã được thay thế.
Các bản phối lại ngoại trừ "Như ngày hôm qua" và "Remmember Me" ban đầu được tạo ra để phục vụ cho chuyến lưu diễn M-TP Ambition vào cuối năm 2015. Long Halo, khi ấy đang là một nhà sản xuất nổi tiếng tại WePro Entertainment và là giám đốc âm nhạc của tour diễn, đã đưa ra ý tưởng này. Sơn Tùng M-TP rất ủng hộ và thu âm lại một số bản phối. SlimV, người từng là đồng đội của Tùng trong The Remix, cùng với Triple D, Khắc Hưng và Hiếu Viper đã đảm nhận vai trò là nhà sản xuất của album. Ca khúc Sơn Tùng ra mắt vào thời điểm năm 2013 là "Đừng về trễ" đã không được thêm vào, ca khúc này cũng bị cáo buộc đã đạo nhái ca khúc "Nostalgia" của Gain, trong khi hiệu suất giọng hát của Tùng trong bài hát này được so sánh với "Baby Good Night" ra mắt năm 2010 của GD & TOP.
"Remember Me" được Sơn Tùng M-TP mua lại từ ca khúc Nhật Bản mang tên "Dream in the Sky". Ca khúc nói về tâm trạng mệt mỏi của anh khi phải đối mặt với thử thách, khó khăn, nhất là quãng thời gian trải qua nhiều scandal. Bài hát có nhiều ca từ khích lệ tinh thần nam ca sĩ vượt qua những trở ngại để mạnh mẽ đứng lên, thể hiện cá tính và tài năng của mình.

## Danh sách bài hát
Tất cả lời bài hát được viết bởi Sơn Tùng M-TP.
| STT              | Nhan đề                        | Hòa âm                          | Thời lượng |
| ---------------- | ------------------------------ | ------------------------------- | ---------- |
| 1.               | "Cơn mưa ngang qua"            | Long Halo                       | 4:48       |
| 2.               | "Anh sai rồi"                  | Long Halo                       | 4:12       |
| 3.               | "Nắng ấm xa dần"               | Long Halo                       | 3:08       |
| 4.               | "Em của ngày hôm qua"          | Long Halo                       | 4:23       |
| 5.               | "Chắc ai đó sẽ về"             | Nguyễn Hà                       | 4:22       |
| 6.               | "Không phải dạng vừa đâu"      | SlimV                           | 4:07       |
| 7.               | "Thái Bình mồ hôi rơi"         | SlimV                           | 5:18       |
| 8.               | "Khuôn mặt đáng thương"        | Long Halo                       | 4:17       |
| 9.               | "Tiến lên Việt Nam ơi"         | Long Halo                       | 3:38       |
| 10.              | "Ấn nút nhớ... Thả giấc mơ"    | Sơn Tùng M-TP Hiếu Viper [ 33 ] | 4:04       |
| 11.              | "Âm thầm bên em"               | SlimV                           | 4:53       |
| 12.              | "Buông đôi tay nhau ra"        | SlimV                           | 3:47       |
| 13.              | "Như ngày hôm qua"             | Long Halo                       | 3:42       |
| 14.              | "Remember Me (SlimV Mix)"      | SlimV                           | 3:21       |
| 15.              | "Một năm mới bình an"          | Nguyễn Đức Long                 | 4:08       |
| 16.              | "Chúng ta không thuộc về nhau" | Triple D                        | 3:53       |
| 17.              | "Lạc trôi"                     | Triple D                        | 3:52       |
| 18.              | "Nơi này có anh"               | Khắc Hưng                       | 4:20       |
| Tổng thời lượng: | Tổng thời lượng:               | Tổng thời lượng:                | 74:20      |

## Phát hành
Sáng 1 tháng 4 năm 2017, Sơn Tùng M-TP đã chính thức mở bán album đầu tay của mình. Đã có hàng trăm người hâm mộ xếp hàng từ sáng sớm để trở thành một trong những người đầu tiên sở hữu. Trời đổ mưa nên nam ca sĩ phải dời buổi kí tặng vào trong nhà. Sáng 8 tháng 4, album đầu tay của Sơn Tùng M-TP được bán ở Hà Nội. Trong vòng 30 phút, toàn bộ 500 bản đã được tiêu thụ hết. Khán giả của Sơn Tùng thuộc nhiều lứa tuổi, đến từ nhiều tỉnh thành lân cận Hà Nội. Chiều cùng ngày, 100 người hâm mộ may mắn được gặp gỡ, giao lưu và chụp ảnh cùng Sơn Tùng.
Đồng thời, M-TP Entertainment phát hành độc quyền album trên ứng dụng nghe nhạc trực tuyến Spotify và Apple Music cũng như chợ nhạc số iTunes. Toàn bộ các bài hát trong album đã vượt qua 1 triệu lượt nghe trên Spotify.
Cùng với 2 buổi mở bán tại Hà Nội và Thành phố Hồ Chí Minh, album đã được bán trực tuyến trên trang web chính thức của M-TP Entertainment

## Đón nhận và diễn biến thương mại
Vào tháng 4 cùng năm, album đã đứng đầu chương trình phát thanh SBS Viceland của đài SBS PopAsia (Úc) trong các cuộc thăm dò báo cáo cho album hay nhất và album của nghệ sĩ solo hay nhất.

## Đội ngũ sản xuất
- Cao Bá Hưng – nhạc cụ truyền thống (track 15)[42]
- Nguyễn Hà – nhà sản xuất âm nhạc (track 5)[48]
- Hiếu Viper – nhà sản xuất âm nhạc (track 10)[49]
- Khắc Hưng – dàn nhạc, nhà sản xuất âm nhạc (track 18)[50]
- Long Halo – nhà sản xuất âm nhạc (track 1–4, 8, 9, 13, 15),[42][51][52] sản xuất chính (track 18)[50]
- SlimV – nhà sản xuất âm nhạc (track 7, 11, 12, 14)[40][41][53]
- Sơn Tùng M-TP – hát, nhạc sĩ (track 1–18)[54]
- Triple D – nhà sản xuất âm nhạc (track 16, 17)[55][56]